# 우머니스트 신학
우머니스트 신학 ( Womanist theology ) 은 흑인 여성, 특히 아프리칸 어메리칸계 여성들의 경험과  그들의 관점을 중심으로 한 신학의 방법론적 접근방식이다.  이 신학이 처음으로 등장하게 된 시기는 1980년대 중 후반으로 이 용어의 뿌리는 앨리스 워커였다.  우머니스트 신학은 백인 페미니스트들에 의해 쓰여진 페미니스트 신학을 수정하면서 시도되었고, 그 이유는 페미니스트 신학이 여성의 삶에 인종의 영향을 언급하지 않기 때문이었다.  또한 흑인 신학은 주로 흑인 남성에 의해 주로 이루어진 이유로 흑인 여성이 등한시 되었기 때문에 다른 용어를 사용하기 원했다.

## 같이 보기
- 아시아 여성 신학